# Sombras de Buenos Aires
 Sombras de Buenos Aires  es una película de Argentina dirigida por Julio Irigoyen sobre su propio guion que se estrenó el 11 de octubre de 1939 y que tuvo como protagonistas a Laura Nelson, Arturo Sánchez y Enrique del Cerro.

## Sinopsis
Un propietario de caballos de carrera, un entrenador y un joven que supera la traición de una mujer, hace ganar a su caballo y triunfa como cantor.

## Reparto
- Laura Nelson
- Arturo Sánchez
- Enrique del Cerro
- Yaya Palau
- Álvaro Escobar
- Sofía Carvia
- Roberto Díaz
- Aurelia Musto
- Julio Andrada

## Comentario
Manrupe y Portela informan que se trata de “un complemento de Cándida estrenada una semana después y con todo lo rudimentario de la obra de su director” y Calki en su momento escribió: “No se justifica que una producción de esta índole sea presentada en una sala importante como el Monumental”

## Producción
El filme fue producido por Buenos Aires Film, una empresa dirigida por Julio Irigoyen que se caracterizaba por producir filmes clase “C” de muy bajo presupuesto y poca calidad artística, que en general eran historias con los personajes característicos de la ciudad: guapos prostitutas, cantores de tango, jugadores en oscuros cafetines, hipódromos y salones aristocráticos. La mayoría eran películas de gauchos o típicamente porteñas, con tango o con canciones de tierra adentro. Es dificultoso acceder a información sobre esas películas, en primer lugar porque una parte no se estrenó en Buenos Aires sino en las provincias del interior de Argentina y también en otros países de América Latina, en segundo término porque Irigoyen no conservaba los negativos y en tercer lugar por el escaso interés que tenía por ellas la prensa especializada.